# Dacian Cioloș
Dacian Cioloș (Zalău, 27 de julio de 1969) es un ingeniero agrónomo y político rumano, primer ministro de Rumania, nombrado el 17 de noviembre de 2015, comisario europeo de Agricultura en la Comisión Barroso II (2010-2014)
Desde junio de 2019 Ciolos es el líder del grupo Renovar Europa en el Parlamento Europeo.

## Biografía
Dacian Cioloș comenzó sus estudios agrícolas en el instituto agrícola de Șimleu Silvaniei. Continuó estudiando en la Facultad de Horticultura de la Universidad de Cluj-Napoca entre 1989 y 1994, donde obtuvo el título de ingeniero horticultor. Siguió estudiando en la Escuela Nacional Superior Agrónoma de Rennes como becario del gobierno francés (1995-1996). En 1996, empezó un DEA junto con un doctorado en Economía del Desarrollo Agrícola (2000-2005) en la Escuela Nacional Superior Agrónoma de Montpellier. Tras 13 meses de prácticas, se especializó en agricultura ecológica.

## Trayectoria profesional
Entre 1997 y 1999, trabajó como becario en la Comisión europea preparando el programa europeo de ayuda agrícola SAPARD. Entre marzo y octubre de 1999, ocupó el puesto de director del «Programa de Desarrollo Rural de Argeș». Trabajó después (1999-2001) como coordinador de programas de cooperación francorrumanos en el marco del centro internacional de cooperación para el desarrollo agrícola (CICDA).
Entre enero de 2002 y enero de 2003, fue el delegado de la Comisión europea en Rumanía como task manager de agricultura y desarrollo rural. A partir de enero de 2005, Cioloș empezó a trabajar en el Ministerio de Agricultura de Rumanía primero como consejero del ministro, después como representante del gobierno rumano ante el Consejo de Europa (2005-2007) y finalmente como ministro de Agricultura y Desarrollo Rural (2007-2008).
El 9 de febrero de 2010, el Parlamento europeo lo invistió como comisario europeo de Agricultura en la Comisión Barroso II. Aunque no esté afiliado a ningún partido, fue apoyado por el Partido Demócrata Liberal

### Primer ministro de Rumania
El 17 de noviembre de 2015, es llamado a por el presidente Klaus Iohannis a formar un nuevo gobierno independiente tras la dimisión del primer ministro Victor Ponta, convirtiéndose en el primer ministro de Rumanía.
Tras las elecciones legislativas de Rumania de 2016, el PSD se impuso, por lo que el presidente Iohannis tuvo que elegir un nuevo primer ministro en reemplazo de Cioloș.

### Eurodiputado
En septiembre de 2018, como parte de la campaña a las elecciones europeas del año siguiente, Cioloș firmó una tribuna, junto a otras personalidades centristas, en la que pedían “despertar a Europa” ante el auge del populismo. El documento mostró su respaldo al proyecto de refundación de la Unión Europea iniciado en 2017.
En junio de 2019, Ciolos fue elegido como líder de su grupo Renovar Europa en el Parlamento Europeo. El grupo recuperó en las elecciones de mayo el puesto de tercera fuerza en la Eurocámara, al sumar 106 eurodiputados, solo por detrás del Partido Popular Europeo y de los Socialistas y Demócratas.
Cioloș ha señalado que el Pacto Verde Europeo (PVE) de la Comisión Von der Leyen es un primer paso necesario en la lucha contra la crisis climática. La presidenta de la Comisión Europea (CE), la alemana Ursula von der Leyen, presentó el borrador del PVE ante la Eurocámara en diciembre de 2019. Entonces Cioloș afirmó que la ambición de la Unión Europea en relación con las emisiones de gases de efecto invernadero debe ser plasmada en una ley climática con un doble enfoque hacia la digitalización y tecnología verdes.